# Nathalia Dill
Pour les articles homonymes, voir Dill.
Nathalia Goyannes Dill Orrico, mieux connue sous le nom de Nathalia Dill, née le 24 mars 1986 à Rio de Janeiro, est une actrice brésilienne.

## Filmographie
- 2007 Troupe d'élite (Tropa de Elite)
- 2007 Mandrake (TV) : Valentina
- 2007-2008 Malhação (TV) : Débora
- 2008 December (Feliz Natal) : Marília
- 2008 Apenas o Fim
- 2009 Alguns Nomes do Impossivel : Érika
- 2009 Paraíso (TV) : Maria Rita
- 2009 Do Re Mi Fábrica (TV) : Viola
- 2010 Escrito nas Estrelas (TV) : Viviane Ferreira
- 2011 Cordel Encantado (TV) : Doralice Peixoto
- 2012 Avenida Brasil (TV) : Débora Magalhães Queiroz
- 2012 Les paradis artificiels (Paraísos Artificiais) : Érika
- 2012 Brazil Avenue (série télévisée)
- 2013 Precious Pearl (série télévisée) : Sílvia (2013)
- 2014 Alto Astral (série télévisée) : Laura Martins